# Ламздорф, Александр Николаевич
Граф Александр Николаевич Ламздорф (17 (29) марта 1835, Санкт-Петербург, — 14 (27) ноября 1902, Ашитково) — действительный статский советник, гофмейстер, президент Московской дворцовой конторы.

## Биография
Происходил из дворян Курляндской губернии. Отец — генерал-лейтенант, директор Лесного департамента графа Николай Матвеевич Ламздорф. Мать — Александра Романовна, урождённая фон Рённе. Дед по линии отца — член Государственного совета Российской империи граф М. И. Ламздорф.
Родился в Петербурге, крещен 24 апреля 1835 года в церкви Инженерного замка при восприемстве императора Николая I и Надежды Яковлевны Бек. Воспитывался в Пажеском корпусе, откуда из камер-пажей 13 августа 1853 года произведен в корнеты кавалергардского полка.
С 6 мая 1855 года по 24 марта 1861 года заведовал школой кантонистов. В 1855 году произведен в поручики, а в 1859 году в штабс-ротмистры. Состоял полковым ктитором. 24 марта 1861 года причислен к миссии в Штутгарте и произведен в ротмистры. 26 июля 1863 года назначен ординарцем к начальнику штаба гвардейского корпуса и 30 августа того же года уволен от службы для определения к статским делам, с переименованием в надворные советники. В 1870 году назначен почетным опекуном, затем пожалован гофмейстером.

С 1869 по 1872 год был членом Попечительского совета заведений общественного призрения в Санкт-Петербурге, попечителем исправительного заведения. В 1872—1881 годах был начальником Дворцового управления в Москве. Последние годы жизни проживал в подмосковном имении Ашитково, где много занимался устройством лесного и сельского хозяйства. 

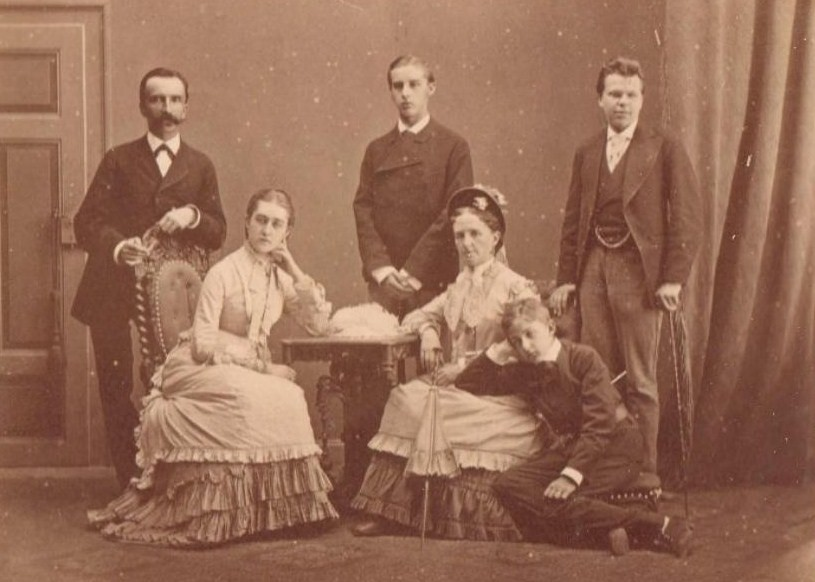
А. И. Ламздорф с детьми и сестрой Марией

Скончался 14 февраля 1902 года и был похоронен на кладбище Новодевичьего монастыря в Петербурге. Граф С. Д. Шереметев писал о нём:
В  Ламсдорфе было какое-то ходульное величие и рядом с этим много смешных сторон. Так, на берегу Женевского озера учился он декламации, находя это нужным для своей дальнейшей карьеры. В ранней молодости, ещё в полку, он попал в кружок почитателей А. Н. Муравьёва, но за границей он завел дружбу с мыслителем Навилем и, сохраняя внешнюю связь с православием, духом и стремлениями был вполне протестант. Русский лоск ему был нужен для успеха, он прикидывался ультраправославным и москвичом, а в душе своей ненавидел всё истинно русское. В то время легко было морочить людей и нужно отдать справедливость Ламздорфу: он морочил долго, и морочил многих. В этом человеке под личиною религии и высоких стремлений кроется беспощадная посредственность карьериста школы Бирона. Такие люди процветали при императрице Анне.

## Семья

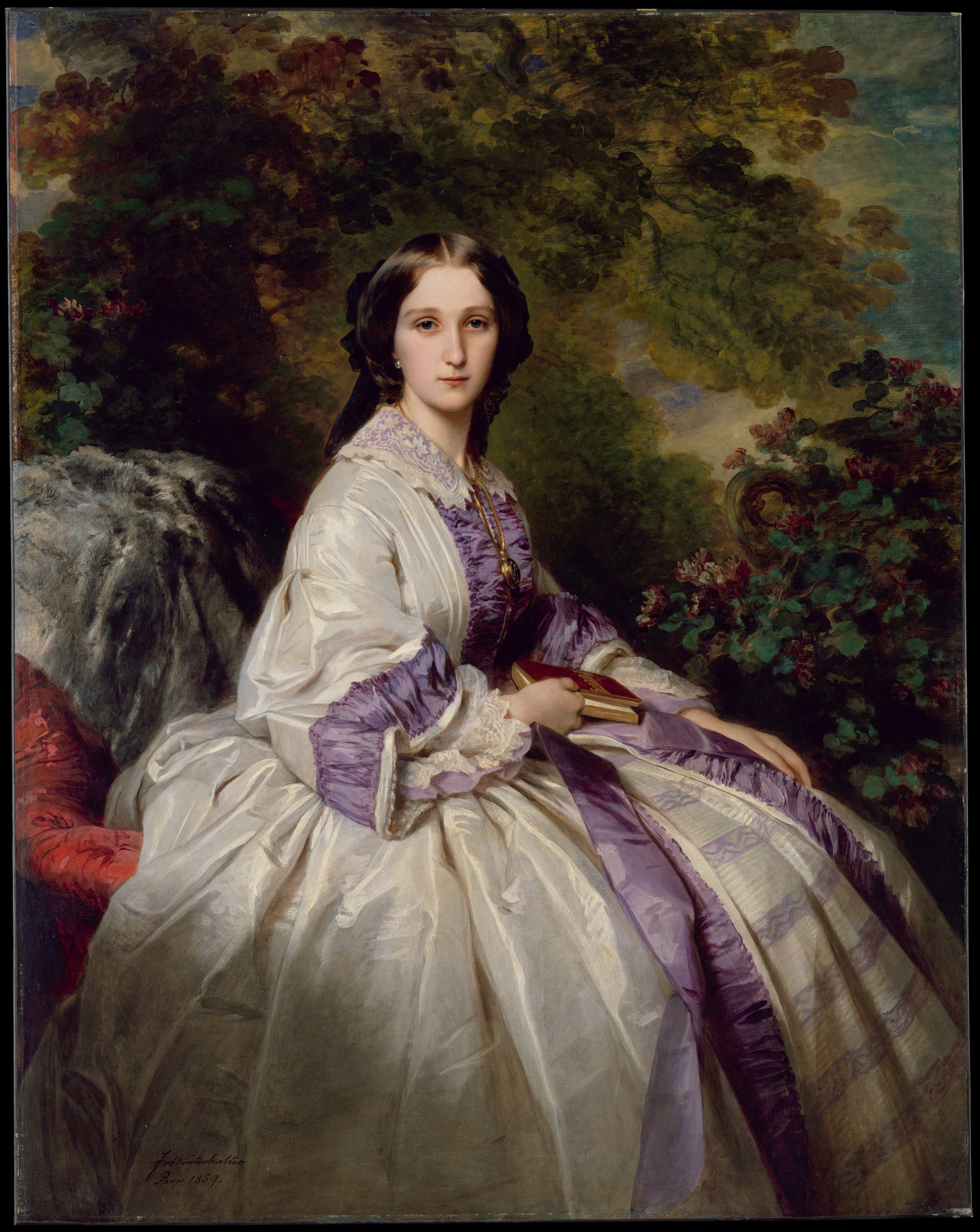
Мария Ивановна Ламздорф на портрете Ф. Винтерхальтера (1859)

Жена (с 14.04.1857) — троюродная сестра Мария Ивановна Бек (03.01.1839—09.05.1866), дочь княгини Марии Вяземской от первого брака с И. А. Беком. Оба супруга были молоды, когда состоялась их свадьба. Переговоры об их браке тянулись долго. Княгиня Вяземская была против замужества дочери и дала своё согласие только через год. По свидетельствам современников, супружество, вначале такое желанное, позднее не было счастливым. Мария Ивановна была женщина поэтичная и восторженная, муж же человек чопорный и тиран, мечтавший перевоспитать свою жену. Сначала она переносила все терпеливо, но потом терпение её кончилось; разлад был полный и безнадежный. Почти всё время она жила одна за границей.
По словам графа С. Д. Шереметева, от деда своего Мери Ламздорф унаследовала большое состояние, была прелестна и в поклонниках у неё не было недостатка. Она была умной, чуткой, все понимающей и любящей, олицетворяя собой жизнь, бьющейся со всех сторон и сообщающей себя всему и всем. Была предметом поздней любви князя П. А. Вяземского, они дружили и он посвящал ей любовные стихи. Болезнь графини (гнилокровие) развивалась стремительно и быстро и тем не менее при ней не было ни одного врача, кроме одной аферистки, некой «маркизы», которая вкралась к ней в доверие. Её смерть в Женеве, на двадцать седьмом году, была тяжелым ударом для всех. Свое огромное горе Вяземский выльет в сборнике стихов «Памяти графини М. И. Ламздорф». Муж, зная о болезни жены, приехал только после её смерти. Похоронена на кладбище Новодевичьего монастыря в Петербурге. Дети:
- Мария (15.05.1858—1920), с 1895 года замужем за графом Михаилом Аполлинариевичем Бутенёвым-Хрептовичем (ум. 1897).
- Николай (31.12.1859, Штутгарт — 13.04.1906), егермейстер, в 1895—1902 заведовал канцелярией императрицы Александры Федоровны.
- Павел (20.12.1860, Штутгарт — 19.03.1885)
- Дмитрий (14.10.1862, Штутгарт — ?), камер-юнкер.